# 坤舆全图

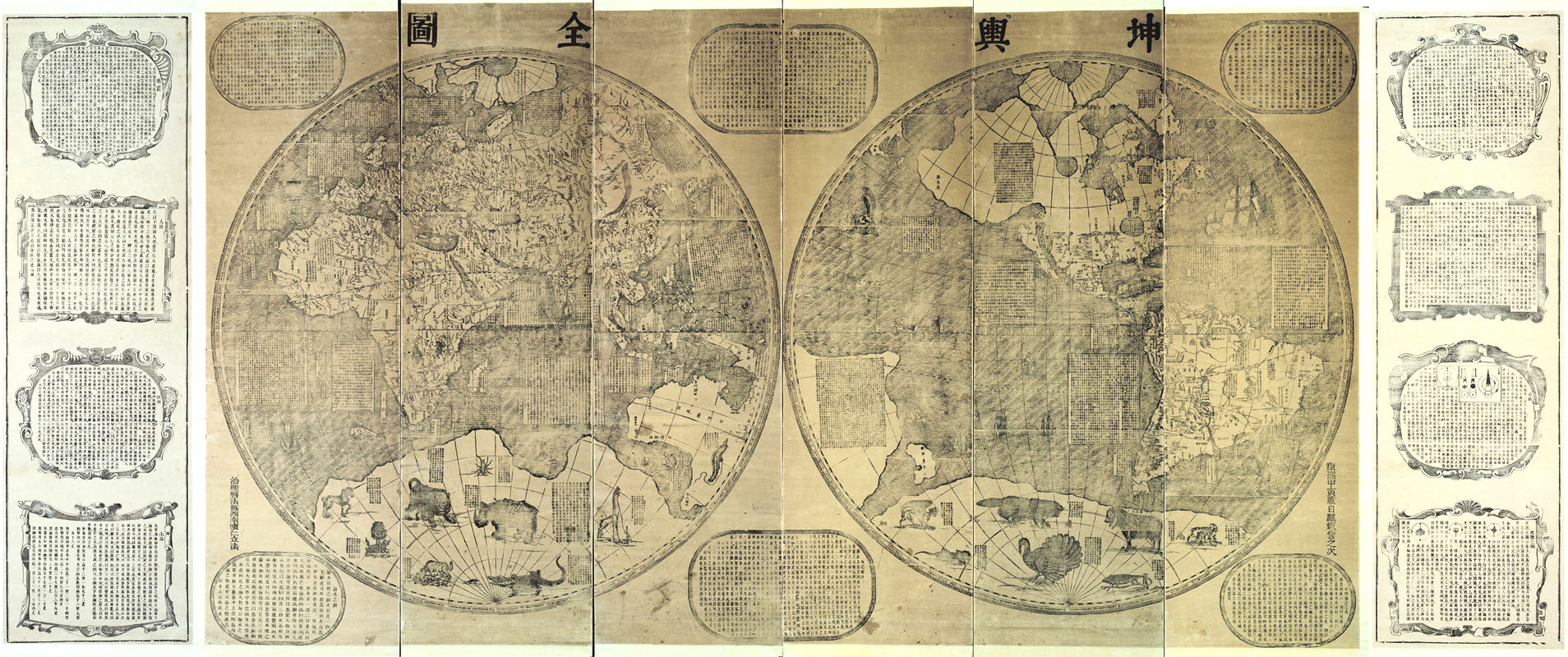
坤舆全图

坤舆全图最早是1648年由畢方濟仿照《坤輿萬國全圖》形式編繪而成的世界地图，配合新的地理知識改進部份內容，可說是《坤輿萬國全圖》的簡圖。
1674年，南怀仁編繪巨幅《坤輿全圖》，以木板印刷。全图布局合理，恢宏大气，图文并茂，制作精致，设色鲜明。用经纬理法的科学制图方法，标识出五大洲的南北东西迄点。对世界各地的风土、人情、物产等做了全面的记述，又对全球著名的山岳高度、河流长度等做了大量的数据统计。《坤輿全圖》為木刻墨印，由8幅畫組成，其中6幅呈現兩半球地圖，2幅用來說明天文學、地理學等知識。兩半球圖採平射投影法，東半球在左側、西半球在右側。此外，為了增加美感，南懷仁在地圖空白處加入了船舶及數十種海陸奇異生物的圖文說明。同年，南懷仁又續編了《坤輿圖說》二卷來解說《坤輿全圖》。 一般認為，《坤輿圖說》取材自艾儒略的《职方外纪》、利瑪竇《坤輿萬國全圖》以及高一志《空際格致》、熊三拔《表度說》等書。
康熙末年因禮儀之爭而禁教，此後近百年僅有蔣友仁以中文繪製過世界地圖。他參考南懷仁的地圖加入乾隆期間新測資料編繪而成，也稱《坤輿全圖》。  與此同時蔣友仁也編寫了關於地球和天體的說明，即《地球圖說》的初稿，為中國帶來了哥白尼的日心說，介紹了開普勒三定律以及歐洲天文學的一些最新進展，該書於1799年刊行。

## 現存
1648年畢方濟版《坤輿全圖》現存於梵蒂岡教廷、維也納奧地利國家圖書館及比利時根特大學、瑞典斯德哥爾摩大學圖書館。
1674年，南懷仁所繪《坤輿全圖》有繪本、印本兩種版本。澳大利亞國家圖書館藏有南懷仁《坤輿全圖》的繪本，彩繪絹面，兩條掛屏式裝幀，各高1.99米、寬1.55米，王省吾認為此絹本是南懷仁進呈康熙皇帝御覽之用。從目前公開的資料來看，《坤輿全圖》的印本有兩種裝幀形式，一是8條掛屏式裝幀形式，一種是全幅單張的裝幀形式。目前學術界研究主要的是8條掛屏式裝幀的《坤輿全圖》，其他裝幀形式極為少見。咸豐年間又重新刊刻《坤輿全圖》，如1856年在廣東，1860年在朝鮮進行刊刻，《坤輿全圖》又從中國傳到了朝鮮、日本等國。
已知藏本整理如下：
1. 台北故宫藏（墨色初印本）
2. 南京博物院藏（墨色初印本）
3. 河北大學圖書館藏（彩色初印本）
4. 日本東洋文庫藏（墨色初印本）
5. 法國國家圖書館藏（墨色，可能是銅板印製的版本，缺一幅）
6. 法國國家圖書館藏（康熙時期著色版）
7. 法國國家圖書館藏（清咸豐十年降婁海東重刊本）
8. 神戶市立博物館藏（清代木板筆彩本）

蔣友仁於1760至1773年間繪製的《坤輿全圖》現存兩幅，皆為手繪，現藏於中國第一歷史檔案館。

## 註腳
1. ↑  《坤輿萬國全圖》採用橢圓投影法繪製。